# Seigmen
Seigmen é uma banda norueguesa de rock alternativo. Seu nome é uma referência a uma marca de doces da Noruega, "Seigmenn".
A banda foi formada em 1989 em Tønsberg, originalmente com Sverre Økshoff e Alex Møklebust, sob nome Klisne Seigmenn. No ano seguinte, Marius Roth Christensen, Kim Ljung e Noralf Ronthi tornaram-se integrantes.
Após terminarem em 1999, reuniram-se em outubro de 2005 para shows.
No ano 2000, Møklebust, Kim Ljung e Noralf formaram a banda de rock industrial Zeromancer.
Em 2015, após dezesseis anos sem material novo, o álbum Enola foi lançado pelo Seigmen.

## Integrantes
- Kim Ljung - baixo e vocal
- Alex Møklebust - vocal
- Noralf Ronthi - percussão
- Marius Roth Christensen - guitarra e vocal
- Sverre Økshoff - guitarra

## Logo
O logotipo foi desenhado por Kim Ljung, inspirado no colar de escorpião que o companheiro de banda Alex Møklebust usa. Supostamente, ele não tem significado simbólico.

## História
Tudo começou em Tønsberg, Noruega em 1989. Sverre Økshoff e Alex Møklebust começaram uma banda com o nome Klisne Seigmenn e tiveram o seu primeiro concerto no "Rock Christmas" ("Julerock") evento em Tønsberg, 27 de dezembro de 1989. Em 1990, Marius Roth Christensen, Kim Ljung e Noralf Ronthi se juntaram à banda.
Eles se separaram em 1999 após uma turnê de despedida.
Os integrantes de Seigmen reuniram-se durante o [UKA] festival em Trondheim, na Noruega, em 20 de outubro de 2005, e decidiram em Novembro de 2005 fazer ainda mais shows de reencontro na Noruega - sete shows em fevereiro de 2006. Tiveram grande sucesso com a turnê de reunião, eles fizeram mais seis shows em vários festivais em toda a Noruega durante o verão de 2006, a maioria deles como o grande ato.
O Aparecimento na mídia a partir do Verão de 2006 revelou que o Seigmen não exclui uma outra reunião no futuro. No início de 2008 foi anunciado que Seigmen novamente tocaria ao vivo. O concerto foi no Oslo Opera House em 21 de junho do mesmo ano como um dos shows que comemora a abertura da nova Ópera de Oslo. Vendendo o show de forma rápida, um segundo concerto foi criado no dia seguinte.

## Discografia

### Álbuns
- Pluto (1992)
- Ameneon (1993)
- Total (1994)
- Metropolis (1995)
- Metropolis - The Grandmaster Recordings (Metropolis versão em inglês) (1996)
- Radiowaves (1997)
- Monument (Album de Compilação) (1999)
- Rockefeller (Album ao vivo da reunião) (2006)
- Enola (2015)

### Compactos e EP
- Monsun (1993)
- Hjernen er alene (1994)
- Döderlein (1994)
- Lament (1994)
- Metropolis (1995)
- Slaver av solen (1995)
- The First Wave (1997)
- The Next Wave (1997)
- The Opera For The Crying Machinery (1997) [Raro e nunca lançado oficialmente]
- Mørkets øy (1997)
- Döderlein (2006) (Single do album ao vivo Rockefeller)

### Demos
- Det finnes alltid en utvei (1990) [Só existe 45 copias, somente em fitas cassete. Raríssimo.]

### DVDs
- Fra x til døden (2006) [DVD gravado em UKA-05, in Dødens dal, durante turnê de reunião Trondheim]